# Домашній арешт
Дома́шній аре́шт — запобіжний або карний захід, що призначається судом, полягає в обмеженнях, пов'язаних зі свободою пересування підозрюваного, а також у забороні спілкуватись із певними особами, листуватись, вести перемовини з використанням будь-яких засобів зв'язку. В Україні станом на 18 жовтня 2017 року є лише запобіжним заходом та не може використовуватись як міра покарання, наприклад, замість позбавлення волі (ст. 181 КПК, ст. 176 КПК України)

## Зміст заходу
Домашній арешт — це позбавлення звинувачуваного волі у вигляді ізоляції, тільки не у слідчих ізоляторах чи в'язницях, а вдома (наприклад, у власній квартирі чи будинку), чим відрізняється від тюремного ув'язнення.

## Приклади домашнього ув'язнення відомих людей
- Галілео Галілей з 1633 до 1642 року (9 років) перебував під домашнім арештом.
- Ясір Арафат в останні роки життя у Рамаллі фактично перебував під домашнім арештом.
- Лідер опозиції М'янми, Аун Сан Су Чжи перебувала під домашнім арештом тричі: з 1989 до 1995 року (6 років), з 2000 до 2002 (2 роки) і з травня 2003 до листопада 2010 року. Загалом — понад 15 років і 6 місяців; вийшла на волю тільки у листопаді 2010 року.
- Микола II і його родина у 1917—1918 роках перебували під домашнім арештом спочатку у Царському Селі, потім у Тобольську та Єкатеринбурзі.
- Роман Поланскі був узятий під домашній арешт у Швейцарії у 2009 році у зв'язку з кримінальною справою, яку було заведено на нього у США з приводу незаконного зв'язку з 13-річною Самантою Геймер, що мав місце у 1970-их роках.
- Генеральний секретар КНР Чжао Цзиян провів 15 років під домашнім арештом, до самої смерті у 2005 році.
- Сербська поп-співачка Світлана Ражнатович у 2011 році була засуджена до 1 року домашнього арешту після укладення між нею та прокуратурою Сербії угоди про визнання провини: співачка визнала факти розкрадань коштів під час продажу гравців футбольного клубу «Обіліч» та зобов'язалась повернути до скарбниці 1 мільйон євро. Прокуратура, зі свого боку, відмовилась від звинувачення Ражнатович у незаконному зберіганні раніше знайденої у неї зброї та від вимог засудити співачку до тюремного ув'язнення.